# Di-iodeto
Di-iodeto é um composto do iodo, sintético, de formulação C24H37N3I2O4.